# Cathedral City
Cathedral City ist eine Stadt im Riverside County im US-Bundesstaat Kalifornien. Das U.S. Census Bureau hat bei der Volkszählung 2020 eine Einwohnerzahl von 51.493 ermittelt. 
Die Stadt liegt im Süden Kaliforniens im Coachella Valley zwischen den Städten Palm Springs und Rancho Mirage. Das Stadtgebiet wird von der California State Route 111 durchquert, was für eine flüssige Verkehrsanbindung sorgt. In der Stadt ist insbesondere in den Sommermonaten ein verstärktes Aufkommen von Tourismus festzustellen, was durch die gute verkehrstechnische Anbindung begünstigt wird. Der Tourismus ist daher auch aus ökonomischen Gesichtspunkten von zentraler Bedeutung für die Stadt sowie deren Region.
Die Sänger Frank Sinatra und Sonny Bono sind hier begraben.

## Geografie
Cathedral City liegt im zentralen Riverside County in Kalifornien in den USA. Die Stadt grenzt im Westen an Palm Springs und im Süden und Osten an Rancho Mirage, sonst ist sie von gemeindefreiem Gebiet umgeben. Durch die Stadt verlaufen die California State Route 111 sowie im Norden außerhalb des Zentrums die Interstate 10.
Cathedral City ist die zweitgrößte Stadt im Coachella Valley, einzig Indio hat eine höhere Bevölkerungszahl. Das Stadtgebiet erstreckt sich auf eine Fläche von 56,349 km², von der 55,683 km² Landfläche sind; die Bevölkerungsdichte beträgt somit 919,5 Einwohner pro Quadratkilometer und ist durchschnittlich. Das Zentrum von Cathedral City befindet sich auf einer Höhe von 100 m.

## Demographie
Die im Jahr 2010 erhobene Volkszählung registrierte 51.200 Bewohner der Stadt. Dies war ein Anstieg von rund 9000 innerhalb eines Jahrzehnts; im Jahre 2000 lag die Einwohnerzahl Cathedral Citys bei rund 42.600. Dieser Anstieg ist besonders durch die starke Zuwanderung von hispanischen Einwanderern zu begründen, dem vor allem der südliche Teil des Bundesstaates Kalifornien stark unterworfen ist. Die derzeit noch am stärksten vertretene Bevölkerungsgruppe ist jene der Weißen europäischen Ursprungs, gefolgt von den hispanischen Amerikanern und Immigranten, auch Latinos genannt. Afroamerikaner sind mit lediglich 2,5 Prozent an der Gesamtbevölkerung der Stadt kaum repräsentiert. Auch Asiaten stellen eine Minderheit dar. Die Zahl der Haushalte betrug gemäß der Volkszählung rund 17.000.

## Geschichte
Die Stadt wurde nach dem Cathedral Canyon südlich von Cathedral City benannt. Dieser wiederum erhielt seinen Namen im Jahr 1850 von Colonel Henry Washington, den die Felsformationen im Canyon an eine Kathedrale erinnerten. Die Stadt selbst existiert erst seit einer Grundstücksteilung im Jahr 1925 und erhielt 1981 den Titel einer City. In den hierauf folgenden zwei Jahrzehnten erlebte Cathedral City mehrere Bevölkerungsanstiege.
Vom Ende der 1990er Jahre an wurde versucht, die Innenstadt Cathedral Citys in einem Revitalisierungsprojekt zu erneuern. Hierbei entstanden unter anderem ein neues Rathaus und der IMAX/Mary-Pickford-Kinokomplex. Die gesamte Fläche neu errichteter oder umgebauter Geschäfte betrug 0,53 km². Das Projekt konnte bis zum Jahr 2005 weitestgehend abgeschlossen werden.

## Politik
Seit 2004 ist Kathleen DeRosa Bürgermeisterin von Cathedral City.
Cathedral City ist Teil des 28. Distrikts im Senat von Kalifornien, der momentan vom Demokraten Ted Lieu vertreten wird, und des 56. Distrikts der California State Assembly, vertreten vom Demokraten V. Manuel Perez. Des Weiteren gehört Cathedral City Kaliforniens 36. Kongresswahlbezirk an, der einen Cook Partisan Voting Index von R+1 hat und vom Demokraten Raul Ruiz vertreten wird.

## Wirtschaft
Die verschiedenen Golfresorts und touristischen Attraktionen stellen einen wichtigen Baustein für Cathedral Citys Wirtschaft dar, so befindet sich im Cathedral Canyon Country Club das „Desert Oasis Hotel/Resort“ von Lawrence Welk. Weitere Golfplätze sind der „De Anza Palm Springs Country Club“ und der „Mobile Home Park“ sowie die Outdoor-Resorts „RV Golf Club Palm Springs“ und „Doral Desert Princess Resort and Golf Club“.
In Cathedral City gibt es ein großes Autohaus namens „Palm Springs Auto Mall“, das auf der Grenze zu Palm Springs liegt, die Verkaufsstelle befindet sich jedoch auf jener Seite der California State Route 111 und Perez Road, die zu Cathedral City gehört.
Am dritten Wochenende im September veranstaltet Cathedral City jährlich ein Fest zum Mexikanischen Unabhängigkeitstag.

## Persönlichkeiten

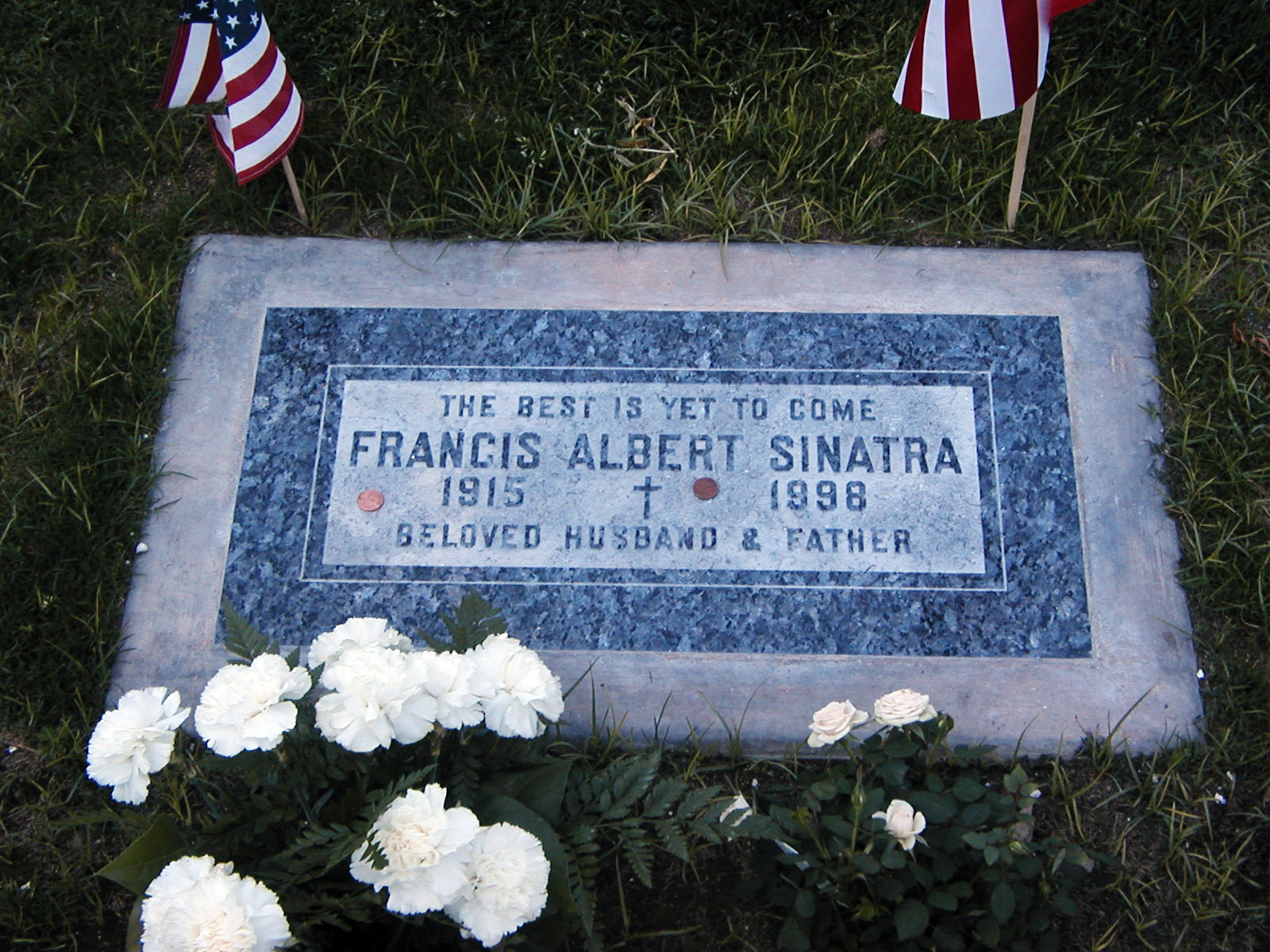
Grab von Frank Sinatra im Desert Memorial Park

Die Schauspielerin Suzanne Somers lebte als Jugendliche in Cathedral City und besitzt noch heute einen Zweitwohnsitz im benachbarten Palm Desert. Außerdem nutzten die Schauspieler Robert Duvall und Martin Landau in den 1960er Jahren und der Showmaster Monty Hall in den 1990er Jahren Cathedral City als Winterwohnsitz. Der ehemalige WBO-Weltmeister im Halbweltergewicht, Timothy Bradley, stammt aus Cathedral City und absolvierte dort die Highschool. Der Sänger Lalo Guerrero verbrachte seine letzten Jahre in Cathedral City.
Im Desert Memorial Park befinden sich die Grabstätten mehrerer Prominenter, etwa von Frank Sinatra oder Sonny Bono.